# Chevrolet Series AD
Chevrolet Series AD – samochód osobowy wyprodukowany pod amerykańską marką Chevrolet w 1930 roku.

## Galeria

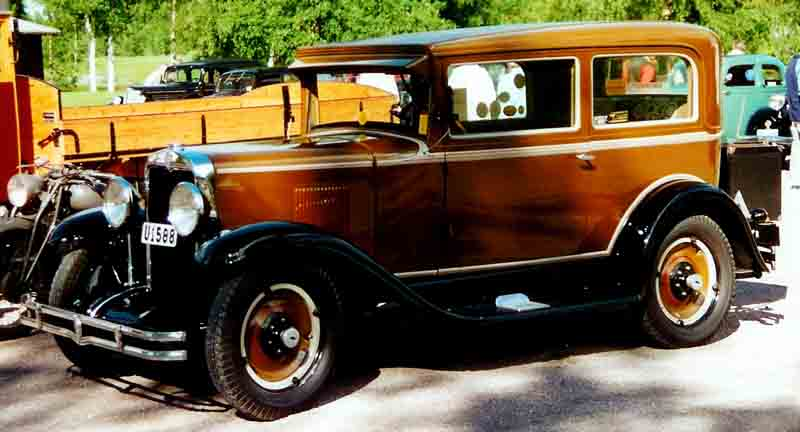
Chevrolet Series AD Coach
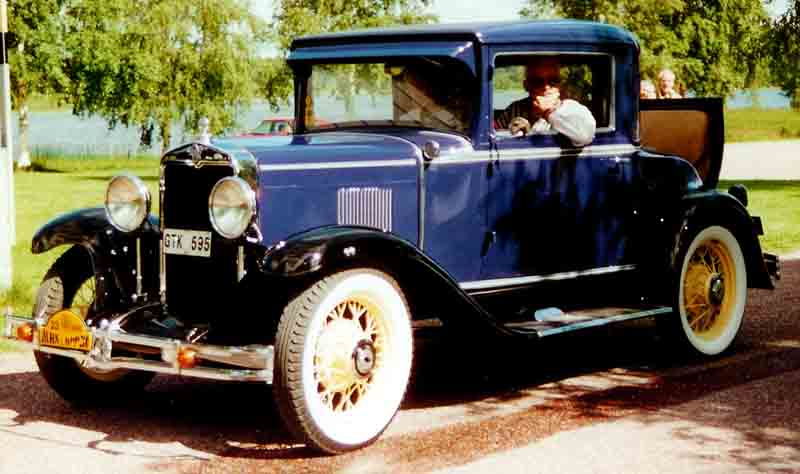
Chevrolet Series AD Coupe